# Боговідправлений
«Боговідправлений» (англ. Godsend) — психологічний трилер жахів 2004 року з Грегом Кінніром, Ребеккою Ромейн і Робертом Де Ніро в головних ролях, знятий режисером Ніком Геммом за сценарієм Марка Бомбака. У ньому розповідається про пару (Кіннір і Ромейн), до якої звертається загадковий лікар (Де Ніро), який пропонує клонувати їхнього померлого сина.

## Сюжет
Пол і Джессі Дункан — щасливе подружжя, яке має восьмирічного сина на ім'я Адам. На наступний день після свого восьмого дня народження, коли Адам виходив на вулицю, він гине в результаті зіткнення. Виходячи з церкви, Джессі та Пол стикаються з доктором Річардом Веллсом, старим професором Джессі. Він пропонує клонувати Адама. Проте це незаконна процедура, яка вимагатиме зміни місця проживання та особистості, на що Дункани неохоче погоджуються. З новим Адамом усе гаразд, доки йому не виповнюється восьмий день народження. Тієї ночі йому сниться жорстокий кошмар. Річард пояснює Полу, що це типово для хлопчиків його віку — мати нічні жахи, і що це не є чимось серйозним. Він пояснює, що оскільки Адам ІІ досяг віку, в якому помер перший Адам, його життя більше не можна передбачити. З цього моменту Адам ІІ продовжує мати нічні жахи, поки вони не стають видіннями, і він починає бачити їх, коли не спить, втрачаючи контроль над своїми діями.
Видіння Адама повторюються: він бачить хлопчика на ім'я Захарій, який гуляє в будівлі школи, а інші діти сміються з нього. Ці образи чергуються з картинами пожежі в школі, криками дітей, а також з образом невідомої жінки, на яку напали і вбили молотком. Видіння Адама впливають на його денну особистість, роблячи його озлобленим, делінквентним і незговірливим. Адам починає залякувати іншого хлопчика, який ходить до його школи. Одного вечора за вечерею Джессі отримує телефонний дзвінок від матері цієї дитини, засмученої тим, що її дитина зникла. Джессі розповідає про це Полу, який запитує, що Адам робив того дня. Адам відповідає, що грався біля річки. Коли Пол запитав, з ким він грав, Адам відповів, що йому «не можна казати». Наступного дня, коли Дункани їхали додому через міст, їх зупинив поліцейський. Вони переходять на інший бік мосту, щоб побачити жінку, яка напередодні ввечері зателефонувала і повідомила про зникнення дитини, і яка кричала, побачивши, як її сина дістають з річки, де він потонув, лікарі швидкої допомоги. Пол вважає, що Адам причетний до смерті дитини.
За допомогою Річарда Пол оглядає Адама і розмовляє з ним про його видіння. Нарешті він дізнається, що школа у видіннях Адама називається Святий Пій, а прізвище Захарія — Кларк. Маючи цю інформацію, Пол може відстежити адресу дитини і знайти колишню няню Захарія. Няня розповідає Полу, що Захарій був глибоко стурбований. У школі над ним сильно знущалися, і на хвилі емоцій він підпалив школу. Повернувшись додому, Захарій вбив свою матір молотком, а потім підпалив їхній будинок, де згорів разом з тілом матері. Розпитавши няню, Пол дізнається, що батько Захарія був генетиком — цієї інформації достатньо, щоб зрозуміти, що цим чоловіком був не хто інший, як Річард Веллс, який зараз живе під чужим ім'ям. Під час операції з клонування Адама Річард таємно змішав ДНК Адама з ДНК Захарія (оскільки пожежа пошкодила ДНК Захарія настільки, що її неможливо було клонувати без допомоги інших живих клітин) з надією повернути до життя власного сина, а потім викрасти його. Операція не увінчалася повним успіхом. Посварившись з Річардом і дізнавшись, що стало причиною нестабільної поведінки Адама, Пол мчить додому. Він знаходить Адама і Джессі в сараї в лісі. Він прибув якраз вчасно, щоб зупинити Адама (з особистістю Захарія під контролем) від вбивства Джессі молотком, майже так само, як Захарій вбив свою матір. Особистості Адама вдається відновити контроль, і все, здається, гаразд.
Намагаючись пережити психологічний перехід від Адама до Захарія, Дункани тікають від Річарда і переїжджають до іншого району. Здається, все добре. Адам привітний і щасливий, але коли він залишається сам у своїй кімнаті, то чує шум у шафі. Коли він відкриває дверцята шафи, з темряви шафи простягається злегка обгоріла і зотліла рука, одягнена в футболку Захарія, і тягне Адама всередину. Пол повертається, щоб перевірити, як там Адам, і заглядає в шафу, але нікого не бачить. Тоді Адам з'являється ззаду і шокує Пола, доторкнувшись до нього, що свідчить про те, що Захарій повністю переборов особистість Адама.

## Актори
- Грег Кіннер — Пол Дункан
- Ребекка Ромійн — Джессі Дункан
- Роберт Де Ніро — Річард Веллс
- Кемерон Брайт — Адам Дункан
- Джанет Бейлі — Кори Вільямс
- Крістофер Бріттон — доктор Лібер
- Джейк Сімонс — Ден Сендлер
- Ель Даунс — Клара Сендлер
- Зої Палмер — Сьюзен Пірс
- Девон Бостік — Захарій Кларк Веллс
- Манро Чемберс — Макс Шоу

## Історія створення
У жовтні 2001 року було оголошено, що Нік Гемм найнятий на посаду режисера фільму. У вересні 2002 року було запрошено Роберта Де Ніро.
Режисери включили до фільму сцену з фільму Роберта Вайза «Одрі Роуз» 1977 року зі схожим сюжетом. Ця сцена була включена в один із нічних жахів.

### Маркетинг
У рамках промо-кампанії фільму Lionsgate створила веб-сайт для вигаданого у фільмі Інституту Божого послання, який стверджував, що може воскрешати мертвих. Через велику кількість запитів про те, чи дійсно вони воскрешають померлих членів сім'ї, Lionsgate змінили веб-сайт, щоб повідомити людям, що це була лише реклама фільму.

## Сприйняття

### Відгуки критиків
Фільм був погано прийнятий критиками, отримавши лише 4 % на основі 138 відгуків на Rotten Tomatoes, і відзначений неправдоподібними сюжетними прийомами.

На сайті Metacritic фільм отримав 24 % на основі 37 відгуків.
Роджер Еберт присудив стрічці дві зірки з чотирьох. Леонард Малтін присудив стрічці дві з половиною зірки.

### Касові збори
За перший вікенд фільм зібрав $ 6 800 617, посівши 4 місце у прокаті. Всього у США він заробив $ 14 379 751 та $ 30 114 487 у світовому прокаті, при бюджеті у $25 млн.